# Musée du quai Branly
Musée du quai Branly je muzej u Parizu, Francuska. Projektirao ga je francuski arhitekt Jean Nouvel kako bi predstavio autohtonu umjetnost i kulturu Afrike, Azije, Oceanije i Amerike. Muzejska zbirka obuhvaća preko milijun predmeta (etnografskih predmeta, fotografija, dokumenata itd.), od kojih je 3500 izloženo u bilo kojem trenutku, bilo u stalnim ili privremenim tematskim izložbama.
Odabrani predmeti iz muzeja izloženi su i u Paviljonu Sessions u Louvreu.

## Vanjske poveznice
- Službena web stranica (engl.) (fr.)